# Aer Lingus UK
Aer Lingus (U.K.) Limited ist eine britische Fluggesellschaft und hundertprozentige Tochtergesellschaft der Aer Lingus. Der Sitz des Unternehmens befindet sich in Belfast, Nordirland, die Geschäftstätigkeit ist am Flughafen Manchester angesiedelt. 

## Geschichte
Aer Lingus UK wurde am 25. Mai 2012 mit Hauptsitz in Belfast, Nordirland, als im Vereinigten Königreich ansässiges Unternehmen gegründet. Das Unternehmen blieb dann bis 2020 inaktiv. Im November 2020 plante die Fluggesellschaft, den Betrieb von Transatlantikflügen vom Vereinigten Königreich in die Vereinigten Staaten aufzunehmen.
Am 8. Juli 2021 wurde Aer Lingus UK von der britischen CAA das Luftverkehrsbetreiberzeugnis (AOC) erteilt. Die Fluggesellschaft reichte außerdem ihr AOC beim USDOT zur Genehmigung ihres Antrags ein. In den Tagen vor Erhalt des AOC übergab die Fluggesellschaft offiziell einen Airbus A330-300 von der Muttergesellschaft Aer Lingus, gefolgt von der Übergabe eines Airbus A321LR und eines weiteren Airbus A330-300. Die Flüge der Fluggesellschaft startete am 20. Oktober mit einem Flug nach Barbados. Ab Dezember 2021 wurden Flüge nach New York JFK und Orlando, Florida durchgeführt. Im September 2022 führte Aer Lingus UK als erste Fluggesellschaft einen Flug in das damals neue Terminal C am Orlando International Airport durch. Im Oktober 2022 wurde bekannt gegeben, dass der Betrieb von Aer Lingus zwischen Belfast City und London Heathrow auf Aer Lingus UK übertragen wird, da eine europäische Fluggesellschaft im Zusammenhang mit dem Brexit keine Inlandsstrecken innerhalb des Vereinigten Königreichs mehr fliegen darf. Diese Flüge wurden von British Airways im Rahmen von Wet-Lease-Bedingungen unter Verwendung der Flugnummern und Rufzeichen von Aer Lingus UK durchgeführt. British Airways würde später den vollständigen Betrieb der Strecke von Aer Lingus UK übernehmen.

## Aktuelle Flotte

### Aktuelle Flotte
Mit Stand April 2025 besteht die Flotte der Aer Lingus UK aus zwei Flugzeugen mit einem Durchschnittsalter von 15,5 Jahren:
| Flugzeugtyp     | Anzahl | bestellt | Anmerkungen | Sitzplätze   | Durchschnittsalter |
| --------------- | ------ | -------- | ----------- | ------------ | ------------------ |
| Airbus A330-300 | 2      |          |             | 317 (30/287) | 15,5 Jahre         |
| Gesamt          | 2      | -        |             |              | 15,5 Jahre         |

### Ehemalige Flugzeugtypen
In der Vergangenheit setzte Aer Lingus UK bereits folgenden Flugzeugtypen ein:
- Airbus A321neo